# Zreče
Zreče je lázeňské město a středisko stejnojmenné občiny ve Slovinsku v Savinjském regionu. Nachází se na úpatí horského masivu Pohorje, asi 21 km severovýchodně od Celje a asi 38 km jihozápadně od Mariboru. V roce 2011 zde žilo 3 014 obyvatel. Městem protéká řeka Dravinja. Zreče je nejnovější slovinské město; status získalo až v roce 2021.
Nejbližším sousedním městem jsou Slovenske Konjice, které se nacházejí asi 4 km jihovýchodně od Zreče. Ve Zreče se nacházejí termální lázně a kostel svatého Jiljí.